# Vizeministerpräsident der Volksrepublik China
Der Vizeministerpräsident (auch Vizepremier) des Staatsrates der Volksrepublik China (chinesisch 中华人民共和国 国务院 副 总理, Pinyin Zhōnghuá Rénmín Gònghéguó Guówùyuàn Fùzǒnglǐ) ist ein hochrangiger Präsendant der Exekutive des Premierministers. Im Allgemeinen wird der Titel von vier Personen gleichzeitig gehalten, wobei jeder Vizepremier ein breites Portfolio von Verantwortlichkeiten innehat. Der Büroleiter wird informell als Erster Vizepremier (Leitender Vizepremierminister) bezeichnet. Der Erste Vizepremier übernimmt die Aufgaben des Premierministers zum Zeitpunkt seiner Arbeitsunfähigkeit.

## Aktuelle Zusammensetzung
| Erster Vizeministerpräsident |           |               |              |
| ---------------------------- | --------- | ------------- | ------------ |
|                              |           |               |              |
| Ding Xuexiang                | He Lifeng | Zhang Guoqing | Liu Guozhong |